# Kén-monoxid
A kén-monoxid szervetlen vegyület. Színtelen gáz SO összegképlettel. A kén-dioxid kénnel való reakciójából keletkezik lumineszcens fény kibocsátása mellett csendes elektromos kisülések hatására.
Rendkívül bomlékony: gázfázisban 1 másodpercnél rövidebb idő alatt teljesen elbomlik.
1929-ben UV-spektruma alapján azonosították.